# Big Brother Hakim
Big Brother Hakim, de son vrai nom Hakim Hakma, est un rappeur français, mort en octobre 2016.

## Biographie

### Origines et jeunesse
Originaires d'Algérie, ses parents s'installent en France en 1962. Né Hakim Hakma, il passe son enfance entre Bagnolet (Seine-Saint-Denis) et le quartier de Belleville, à Paris. Il se passionne pour la musique en s’intéressant au chanteur de chaâbi algérien Dahmane El Harrachi. Il découvre ensuite la soul, le funk, le reggae et le jazz rock et s’initie à la batterie. Il abandonne ensuite cet instrument pour se mettre à rapper,.

### Carrière dans le hip-hop
Il fait ses débuts dans le rap dans les années 1980 en rencontrant Dee Nasty, qui lui prodigue des conseils. Il fait ainsi partie des pionniers du hip-hop français,,. Il se fait connaître auprès du public hip-hop avec ses freestyles dans l’émission de radio Deenastyle de Dee Nasty diffusée sur Radio Nova. Il l'accompagne ensuite dans ses émissions NovaMix,. Il fait partie de l'Universal Zulu Nation.
En 1993, il fonde le groupe de hip-hop Jungle Hala avec Dee Nasty. Plusieurs musiciens de jazz s’ajoutent ensuite à la composition du groupe. En 1995, il sort le maxi Même le diable ne peut plus m’aider en collaboration avec Dee Nasty, dans lequel il rappe à propos de sa toxicomanie.
En 1996, il accompagne le rappeur Rico sur une tournée. Après avoir débuté, la tournée est annulée par Polydor, ce qui entraîne un conflit entre Big Brother Hakim et la maison de disque. La même année, il apparaît dans la bande originale du film Chacun cherche son chat de Cédric Klapisch.
En 1998, il apparaît dans la compilation Le Diamant est éternel de Dee Nasty. En 1999, il anime l'émission Dr. Old School avec Dee Nasty sur Radio Nova.
En 2003, il apparaît dans le documentaire La Face B du hip-hop. En 2005, il anime une émission de rap sur Fréquence Paris Plurielle avec Mouloud Achour.

### Mort et postérité
Il meurt en octobre 2016 à l’âge de 45 ans des suites d’une maladie,. Les rappeurs JP Manova et Dee Nasty lui rendent hommage avec un freestyle sur Radio Nova.
En 2017, il apparaît dans le livre de photographies Le Visage du rap de David Delaplace. En 2018, la réédition de la compilation Le Diamant est éternel de Dee Nasty lui est dédiée. En 2021, il apparaît dans l’exposition Hip-hop 360 à la Philharmonie de Paris.

## Style musical
Il est connu pour ses capacités de freestyleur. Il se dit influencé par le poète Suliaman El Hadi, membre des Last Poets.
Selon Libération, « il excelle dans le réalisme destroy ». Le Monde remarque qu’il utilise des échantillons de musique arabe dans ses morceaux.